# José Gaspar Rodríguez de Francia
Pour les articles homonymes, voir Francia.
José Gaspar Rodríguez de Francia, dit El Supremo, né le 6 janvier 1766 à Yaguarón et mort le 20 septembre 1840 à Asuncion, est un homme d'État qui fut le premier dictateur du Paraguay depuis l'indépendance du pays en 1811. Le congrès lui attribue les pleins pouvoirs ainsi que le titre de « Dictateur suprême et perpétuel » du Paraguay. 
Les premières années d'indépendance du Paraguay sont marquées par la montée en puissance dès 1810, de José Gaspar Rodríguez de Francia, qui rapidement s'empare du pouvoir et se fait désigner Dictateur à vie. Son obsession est d'abord l'élimination de toute trace de la Couronne d'Espagne, puis des prétentions de Buenos Aires. Cette dernière envoie une petite armée commandée par le général Belgrano, qui est vaincu par les forces militaires du Paraguay. Francia laisse planer l'équivoque sur ses positions de 1810 à 1811, éliminant ses opposants en s'appuyant sur le peuple d'abord de l'Intérieur (par opposition à la Capitale Asuncion), puis une grande partie des militaires de grades inférieurs et la population de la Capitale. Enfin, il souhaite domestiquer l'Église catholique, ce qu'il réalise progressivement jusqu'à la victoire complète en 1828. 
Soucieux de l'indépendance du pays jusqu'à l'obsession, il le protège des tentatives d'ingérence brésiliennes, puis argentines, anglaises et nord-américaines. Il loue des terres, pour une somme symbolique, aux paysans sans terre (Estancias de la Patria), permettant le développement de l'élevage et de la culture de la yerba maté, dont les 3/4 de la production étaient exportés, réduisant au strict minimum les importations. Il ferme la seule institution d'enseignement secondaire, le Collège et Séminaire de San Carlos, pour ne mettre en place que des écoles élémentaires qui, selon la plupart des observateurs étrangers pourtant hostiles, permettent à la grande majorité du peuple de savoir lire, écrire et compter. Sa tyrannie et ses méthodes expéditives représentaient un danger pour son pouvoir essentiellement pour ses ennemis, donc aussi pour l'indépendance du pays. Le peuple, lui, y trouvait son compte : il se nourrissait, bénéficiait de l'instruction qui lui était nécessaire, et, de plus, connaissait la paix qu'il savait être refusée aux voisins argentins, constamment affectés par les conflits entre caudillos.
Il conserve le pouvoir absolu jusqu'à sa mort en 1840. Par la suite, c'est son neveu, Carlos Antonio López, qui lui succède et qui met en place un régime autoritaire, aristocratique et héréditaire qui dure jusqu'en 1870 avec la guerre de la Triple Alliance.

## Carrière politique

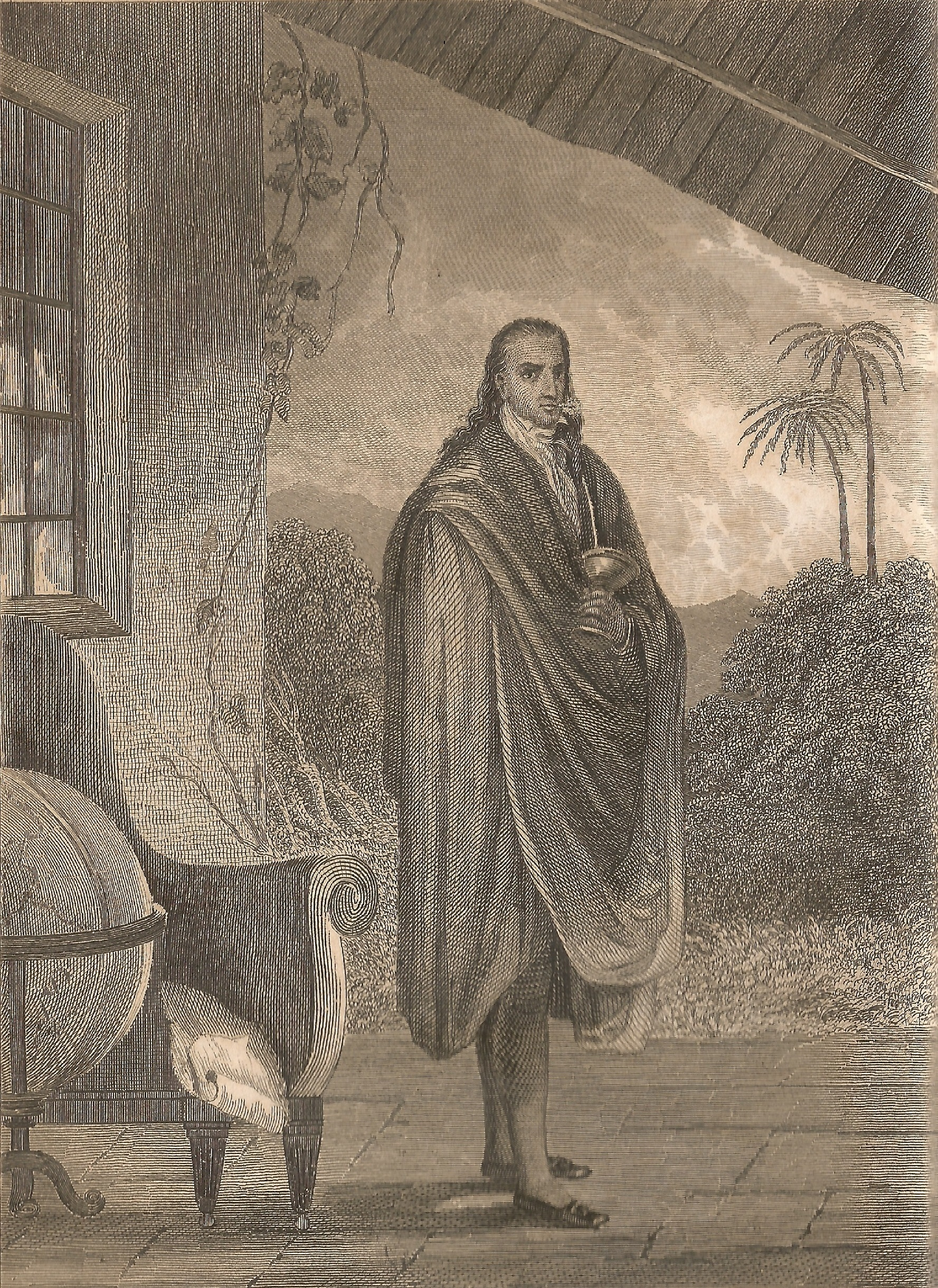
Lithographie de Gaspar de Francia.

Il est né d'un père portugais du Brésil et d'une mère descendante d'espagnols dits criollos (« créole », mais non « mulâtre »). Il dut prouver n'être pas mulâtre lorsqu'il postula à une chaire au Séminaire Royal d'Asunción en 1786. Il étudie d'abord la théologie, est reçu docteur en théologie et en droit, reçoit les ordres mineurs et exerce ensuite la profession d'avocat. Il apparait dès les premiers événements liés à l'émancipation de Buenos Aires de la Couronne d'Espagne, en 1810, et aurait déclaré : « le Paraguay n'est pas le patrimoine de l'Espagne ni n'est province de Buenos Aires ; le Paraguay est indépendant ». 
Il suit, dès cette époque, une politique de présence et de retrait au sein des Juntes de gouvernement, consolidant son emprise sur la campagne et les petites villes (« L'intérieur », par opposition à la capitale) et obtenant même de diriger la moitié de l'armée pour prétendument y maintenir l'ordre. En fait, sous la pression des villes de l'Intérieur, il parvient à dominer les Congrès successifs et à éloigner ses rivaux.

## Indépendance

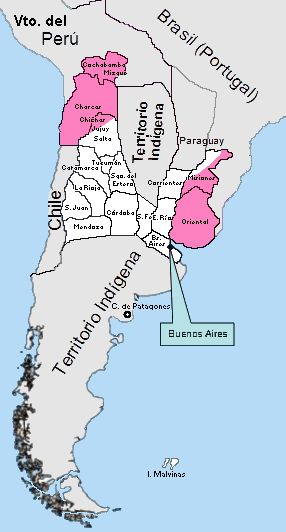
la région en 1816

De 1810 à 1814, il joue un rôle essentiel dans le rejet des prétentions de Buenos Aires (expédition vaincue du général Manuel Belgrano en 1811, traité de commerce, limites et amitié du 11 octobre 1811, l'article 5 reconnaissant l'indépendance du pays, sur laquelle Buenos Aires reviendra à plusieurs reprises. Le Portugal se manifesta aussi à cette époque, envoyant José de Abreu, qui fut retenu sur ordre de Fulgencio Yegros à Misiones (région historique partagée aujourd'hui entre l'Argentine, le Brésil, le Paraguay et l'Uruguay).
Sur le plan chronologique, les mouvements qui aboutirent à la déclaration d'indépendance totale sont datés aujourd'hui à la nuit du 14 au 15 mai 1811, avec l'occupation du Quartier général militaire par quelques dizaines d'hommes dont des militaires prestigieux, auxquels se joignirent des prisonniers politiques qui y furent libérés. Le Gouverneur espagnol Bernardo de Velasco refusa d'intervenir par la force et demanda quelles étaient leurs prétentions, ce qu'ils firent connaître avec retard, dit-on, parce qu'ils auraient attendu la position de Francia qui se trouvait dans sa maison d'Ybyray (aujourd'hui Trinidad, englobé dans l'agglomération d'Asunción). Ils firent savoir au gouverneur Velasco que deux de leurs délégués « l'assisteraient », l'un, Espagnol prestigieux mais rallié aux insurgés, le capitaine Juan Valeriano Zeballos, et l'autre, le doctor Francia (maître Francia, en espagnol sud-américain).
Le « triumvirat » déclara le 17 mai toujours reconnaître la Couronne d'Espagne et souhaiter la confédération avec Buenos Aires. Le 9 juin, le gouverneur Velasco fut évincé et le 17 juin un Congrès désigna une Junte composée d'un militaire, d'un prêtre et de deux civils, dont Francia. Pendant que ses collègues s'occupaient de politique, Francia prit en main l'administration du pays.

## Conquête du pouvoir

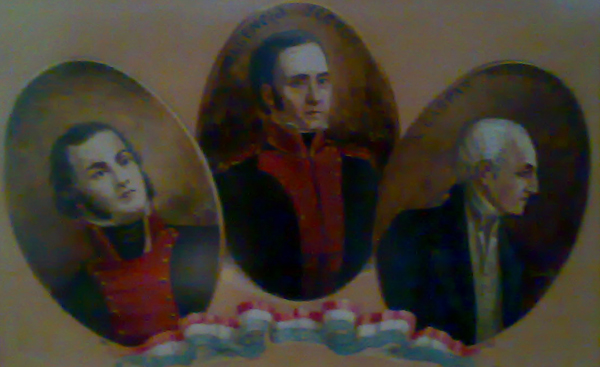
Portraits des dirigeants du Paraguay pendant le consulat. De gauche à droite : Fulgencio Yegros, Pedro Juan Caballero et Francia.

Dès le 1er août, il se retire mais continue à tisser sa toile sur le terrain. Pressé de revenir, il réintègre la Junte le 6 septembre, ayant appris qu'une mission de Buenos Aires devait arriver le mois suivant. Effectivement Belgrano revenait, cette fois-ci pour discuter du traité qui sera signé le 11 novembre. Francia repart le lendemain pour Ybyray, est de nouveau pressé de revenir, accusé de manœuvrer pour son compte personnel et démissionne le 15 décembre. Cependant, la pression orchestrée par Francia est telle qu'on lui demande de nouveau de revenir, à ses conditions : des pouvoirs spéciaux pour lui-même, la convocation d'un Congrès Général.
Il revient siéger le 16 novembre 1812. Après avoir fait écarter le membre ecclésiastique, le 4 juin 1813, Francia fait écarter l'autre membre civil de la junte sous prétexte d'avoir perdu le texte d'un article additionnel au traité du 11 novembre 1811 (entériné le 18 septembre pour d'autres « erreurs »). Le Congrès général est convoqué pour le 30 septembre, réunissant plusieurs centaines de délégués. La République est proclamée, les références à Ferdinand VII d'Espagne sont abandonnées : c'est la raison pour laquelle l'Indépendance est longtemps fêtée ce jour-là et non les 14 et 15 mai.
Il apparaît clairement que, pour Francia, les proclamations de fidélité à l'Espagne et d'amitié avec Buenos Aires n'étaient faites que pour gagner du temps. Un « Règlement de Gouvernement » est adopté, prévoyant deux consuls alternant tous les quatre mois pendant un an. Francia se fait désigner pour le premier tour, et donc pour le dernier. Lorsque vient l'époque du Congrès de septembre 1814, Francia parvient à disperser les militaires avec des missions, la plupart à l'Intérieur qu'il contrôlait. Le 3 octobre, le Congrès, qui lui est pourtant largement acquis, est « encouragé » par un mouvement de troupes et proclame Francia dictateur pour cinq ans. Deux ans plus tard, fin mai 1816, un nouveau Congrès, réduit à environ 150 délégués, le désigne dictateur à vie (Dictador perpetuo). La question du pouvoir est résolue jusqu'à sa mort.

## Dictateur suprême et perpétuel

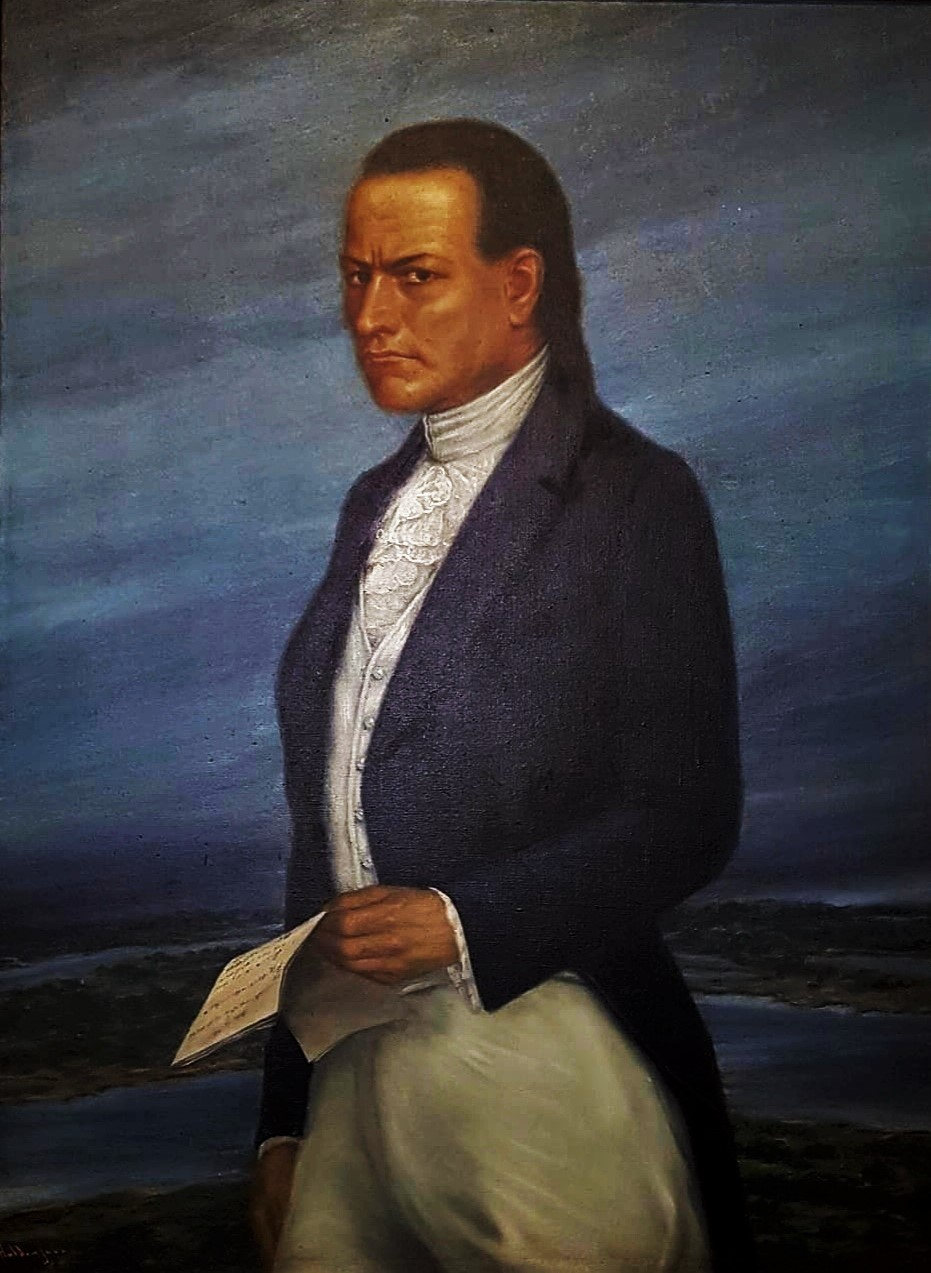
Portrait de José Gaspar Rodríguez de Francia.

Jusqu'en 1840, année de sa mort, Francia gouverne le pays en autocrate. Personnage étrange, une partie de son comportement ne s'explique qu'en le replaçant dans le Paraguay de l'époque et prenant en compte sa propre vie. Élu dictateur pour cinq ans, il l'a été par des centaines de délégués et non par une camarilla comme il était courant à l'époque dans l'Amérique hispanique. Ses victimes se recrutaient essentiellement dans la classe susceptible de participer à la direction du pays, et très proche ou influencée par Buenos Aires.
La « classe politique » détruite, il lui restait encore un puissant obstacle à réduire à l'obéissance : l'Église catholique. Il y parviendra, la soupçonnant, avec quelques raisons dans les premiers temps seulement, d'être inféodée à la Couronne d'Espagne. D'où son décret (Auto) du 2 juillet 1815 qui prononçait l'extinction de « toute interférence ou de tout exercice de juridiction des prélats ou des autorités étrangères d'autres pays » (sic), et annulait par là la « suprématie des Autorités mentionnées, Juges ou Prélats, résidant dans les autres Provinces », l'Église étant placée sous la direction et l'autorité de l'Excellentissime évêque de ce diocèse. Un serment d'allégeance est exigé par un décret du 8 juin 1820, un autre, du 20 septembre 1824 supprime les couvents et donne le choix entre l'exil et la sécularisation,. En 1828, Francia supprime le chapitre de la cathédrale, organe de l'Église. Francia avait déclaré l'évêque Panes « fou » en 1819, l'obligeant à nommer vicaire général don Roque Céspedes auquel furent délégués une partie des pouvoirs de l'évêque. La mise aux ordres de l'Église était complète, mais un acte eut une signification et des conséquences particulièrement graves : la suppression du collège et séminaire de San Carlos. Par cet acte, il met fin à l'enseignement autre que ce que nous appellerions « primaire ».
Désormais, seules les familles instruites pouvaient espérer donner à leurs enfants une éducation au-delà de l'apprentissage de l'écriture et du calcul, en revanche très diffusé dans la population selon la plupart des observateurs étrangers. Il ne restait qu'à éviter la pénétration de l'influence des pays voisins, ce qu'il parvient à réaliser dans un contexte régional qui lui est favorable : la Grande-Bretagne ne pouvait pas encore pousser au-delà de limites assez réduites ses deux grands voisins à faire pression (fin des guerres napoléoniennes en 1815); les centres luso-brésiliens étaient éloignés et occupés au sud par les affaires de la Bande orientale -l'Uruguay- en compétition avec les indépendantistes menés par José Gervasio Artigas à partir de 1810 pendant quelques années, puis par la Grande-Bretagne qui imposa l'indépendance de ce petit pays pour le bloquer et réduire les prétentions de l'Argentine; celle-ci avait été militairement battue, avait reconnu l'indépendance du Paraguay et, si les « unitaristes » la contestaient, ils n'en avaient pas fini avec les fédéralistes qu'ils ne vaincront qu'en 1861.

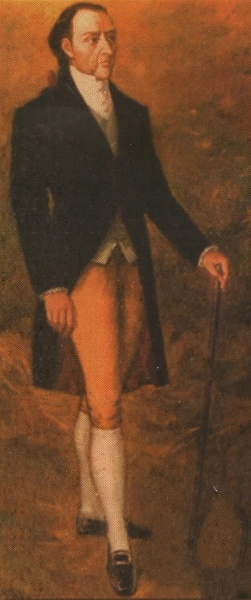
José Gaspar Rodríguez de Francia, « El Supremo »

Il n'est pas si difficile de comprendre ce qui scandalisait un observateur étranger : « le peuple du Paraguay ne subit pas la tyrannie, mais s'y complaît et l'aime, le joug ne lui pèse pas, il ne désire pas entrer en communication avec les autres Nations, il ne comprend même pas que la situation politique et économique qui lui est faite est anormale et il n'en demande pas d'autre ». Pourquoi en aurait-il été autrement : les paysans et petits éleveurs, et même des propriétaires aisés, vivaient en paix dans une région ravagée par les guerres incessantes entre « caudillos ». Seuls ceux qui s'avisaient de critiquer le dictateur et ses décisions prenaient un risque, or que signifiait la démocratie à cette époque et dans cette région ? (Que signifiait-elle, d'ailleurs, dans la France napoléonienne et post-napoléonienne?). Ce à quoi les gens du peuple aspiraient était de pouvoir travailler, nourrir leur famille, assurer un avenir paisible à leurs enfants, ce qui leur était accordé. Francia institua les Estancias de la Patria, les « exploitations agropastorales du Peuple », louées pour un montant symbolique aux paysans sans terre. Les cultures vivrières et l'abondance de fruits assurait une bonne alimentation de la population, et le développement de l'élevage et la production du maté (yerba mate), très demandé dans tout le Rio de la Plata et dans la Pampa, assuraient un revenu d'exportation. C'est sur le fondement d'une prospérité agropastorale que le successeur de Francia, Carlos Antonio Lopez, pourra bâtir le développement économique et la modernisation du pays dont le Brésil et l'Argentine commencèrent à mesurer le danger.
Reste la personnalité de Francia. Il a poursuivi un destin d'indépendance pour son pays, puisant dans la force que lui donnait la haine qu'il éprouvait pour les opposants réels ou supposés qu'il élimina. Il liquida les vestiges de l'ancienne puissance coloniale qui l'avait humilié en l'obligeant à justifier qu'il n'était pas mulâtre, et l'on dit qu'un mariage lui aurait été refusé par une famille espagnole. Il écarta ses concurrents, les contraignant à l'exil ou les emprisonnant en les accusant souvent à raison, parfois à tort, de sympathies pour Buenos Aires. Il annihila l'indépendance de l'Église actrice de son accusation d'être mulâtre, qu'il critiquait pour le laxisme de ses mœurs, pour le coût qu'elle représentait, supprimant ainsi la dernière force d'opposition. Sceptique sur le plan religieux, il ne procéda par étapes que par réalisme politique. En refermant le pays sur lui-même, il l'a protégé. Son bilan, à la lumière du contexte, est positif, même s'il s'accompagne de violence et de cruauté, éliminant sans ménagement certains, assignant à résidence des étrangers ayant pénétré sur le territoire, ceci pendant des années. La bizarrerie du personnage, proche de la fiction, est bien décrite dans un roman qui lui est consacré par un grand auteur paraguayen, Augusto Roa Bastos (Yo el Supremo). Il tente brillamment de recréer les mécanismes intellectuels de Francia, s'appuyant sur une sérieuse connaissance de ses écrits réels et reconstituant des écrits fictifs.
D'une honnêteté absolue, qualité rare chez les caudillos latino-américains de l'époque, son plus grand désir fut d'assurer au pays une indépendance totale. L'isolement rigoureux auquel il le soumit, d'une part lui permit de mener à bien sa politique face aux autres pays et de lui éviter l'emprise impérialiste de la Grande-Bretagne de plus en plus active, principalement, par le moyen de l'Argentine d'abord, du Brésil aussi ensuite; d'autre part, il favorisa une économie indépendante de besoins extérieurs, apte à satisfaire les besoins de la consommation intérieure et à exporter, car les moyens financiers de l'État faisaient partie de ses préoccupations obsessionnelles. Coupé du reste du monde, rejetant les contacts non désirés et assignant à résidence les envoyés anglais, français ou autres se présentant souvent comme des scientifiques (botanistes, par exemple), le Paraguay se suffit à lui-même.

## Postérité
Au XXIe siècle, la petite guérilla de l'Armée du peuple paraguayen (EPP) se réclame de son héritage. Elle retient de lui son combat contre l'oligarchie et la bureaucratie coloniale, l'Église catholique et la création d'un État centralisé et fort, avec une milice citoyenne pour retirer aux propriétaires terriens le commandement de l'armée.